# 10194 Tonygeorge
10194 Tonygeorge è un asteroide della fascia principale. Scoperto nel 1996, presenta un'orbita caratterizzata da un semiasse maggiore pari a 2,983021 UA e da un'eccentricità di 0,082873, inclinata di 9,794409° rispetto all'eclittica. Ha un diametro di 7,571 km.